# Кінзябулатово
Кінзябула́тово (рос. Кинзябулатово, башк. Кинйәбулат) — присілок у складі Зіанчуринського району Башкортостану, Росія. Входить до складу Суренської сільської ради.
Населення — 183 особи (2010; 175 в 2002).
Національний склад:
- башкири — 98%